# Dryopsis apiciflora
Dryopsis apiciflora là một loài thực vật có mạch trong họ Dryopteridaceae. Loài này được (Wall. ex Mett.) Holttum & P.J. Edwards miêu tả khoa học đầu tiên năm 1986.